# Новокиївка (Казахстан)
Новоки́ївка (каз. Новокиевка) — село у складі Буландинського району Акмолинської області Казахстану. Входить до складу Єргольського сільського округу.
Населення — 124 особи (2021; 260 у 2009, 332 у 1999, 467 у 1989).
Національний склад станом на 1989 рік:
- росіяни — 37 %;
- українці — 31 %;
- німці — 23 %.